# Coro di Zingari

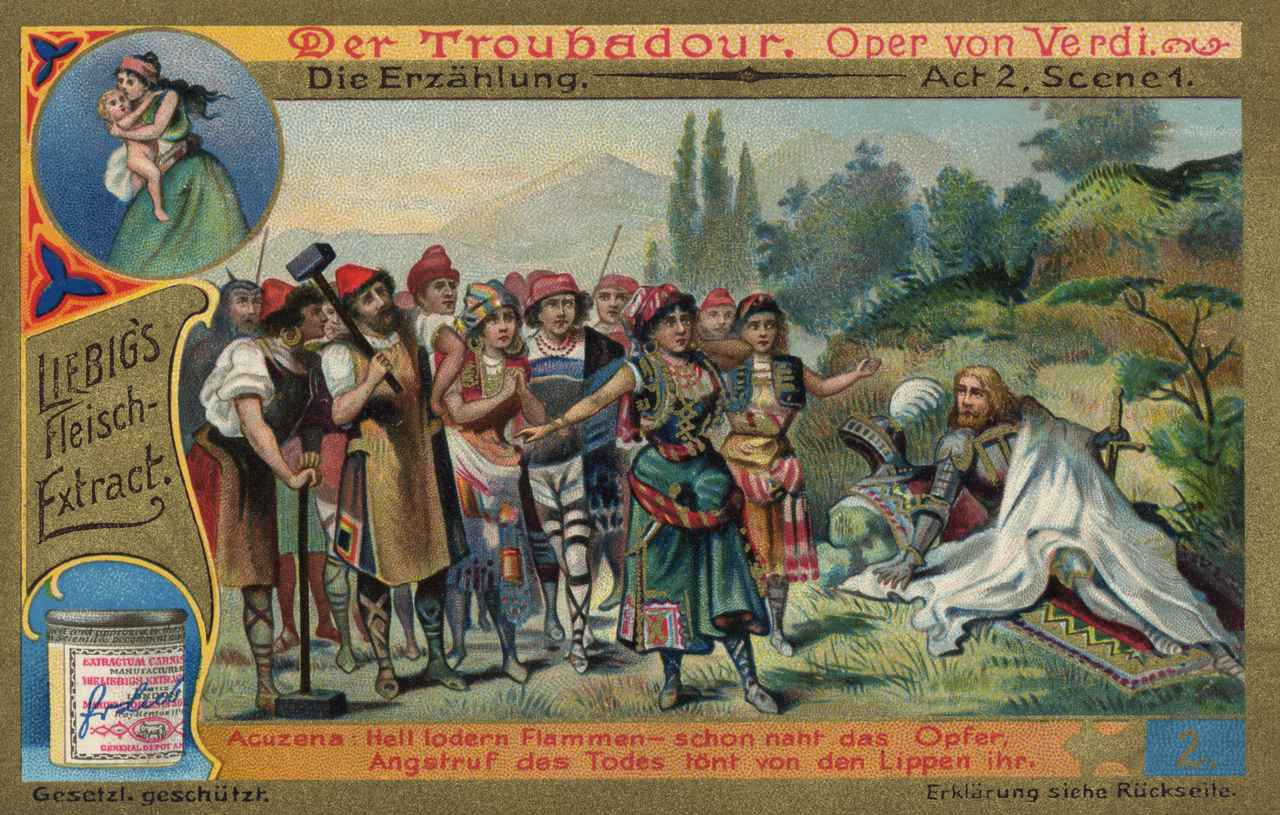
Gli zingari in una carta da collezione del 1905 che raffigura la prima scena del secondo atto dell'opera.

Il Coro di Zingari o Coro degli zingari, anche noto come Vedi! le fosche notturne spoglie, è un coro tratto dall’opera Il trovatore di Giuseppe Verdi, il cui libretto fu scritto da Salvadore Cammarano. Questo coro, che apre il secondo atto dell’opera, è cantato da un gruppo di zingari spagnoli che, all’alba, cominciano a lavorare con l’incudine, accompagnati dalle loro donne. Per suonare il ritornello vengono adoperate delle vere incudini, a tal punto che in altre lingue questo coro è conosciuto proprio come "coro dell'incudine".

## Testo
Zingari e zingare: Vedi! Le fosche notturne spoglie
De' cieli sveste l'immensa volta;
Sembra una vedova che alfin si toglie
i bruni panni ond'era involta.
All'opra! all'opra!
Dàgli, martella.
Chi del gitano i giorni abbella?
La zingarella!
Uomini: Versami un tratto; lena e coraggio
Il corpo e l'anima traggon dal bere.
Tutti: Oh guarda, guarda! del sole un raggio
Brilla più vivido nel mio [tuo] bicchiere!
All'opra, all'opra!
Chi del gitano i giorni abbella?
La zingarella!

## Arrangiamenti e ispirazioni
Nel 1855 Thomas Baker scrisse una composizione per pianoforte basata sulle musiche del Trovatore, Il Trovatore Quadrille, che include un movimento basato sul coro di Zingari. Nel 1857 il pianista e compositore Charles Grobe compose delle variazioni sul coro verdiano.
Nel 1941 un arrangiamento giazzistico e swing del brano, realizzato da Jerry Gray, si classificò al terzo posto nelle classifiche Billboard statunitensi. Il tema del brano ha inoltre ispirato Rockin' the Anvil, un brano swing di John Serry incluso nell'album Squeeze Play del 1956.
La melodia del coro potrebbe aver ispirato il coro With cat-like tread tratto dall'opera comica The Pirates of Penzance di Gilbert e Sullivan, composta nel 1879. A sua volta, sulle note del ritornello di With cat-like tread nacque la canzone popolare statunitense Hail, Hail, the Gang's All Here.